# Внешняя политика Уганды
Внешняя политика Уганды — общий курс Уганды в международных делах. Внешняя политика регулирует отношения Уганды с другими государствами. Реализацией этой политики занимается министерство иностранных дел Уганды. Страна входит в Восточноафриканское сообщество на правах полноправного участника.

## Общий курс
Уганда не имеет выхода к морю и зависит от иностранного импорта по большинству своих экономических потребностей. Еще до достижения независимости, создание постоянного торгового маршрута к Индийскому океану было основной целью внешней политики всех правительств этого государства. После окончания строительства железной дороги из Момбасы в Кампалу, которое было завершено ещё в колониальный период, отношения с Кенией стали самыми значимыми для Уганды. В 1980-х годах из-за экономических разногласий по вопросу создания федерации, между Кенией и Угандой вспыхнули краткосрочные военные действия на границе. После обретения независимости, Уганда поддерживала тесные и особые отношения с Великобританией. Но с течением времени, Уганда начала налаживать новые связи с другими промышленно развитыми странами. В годы Холодной войны Уганда придерживалась принципа неприсоединения, однако внешний курс политики был направлен на поддержание отношений с капиталистическими государствами.
Для первого десятилетия после обретения независимости, политики Уганды подчеркивали необходимость сотрудничества с соседними странами и сверхдержавами, участвовали в международных организациях, а также в движении неприсоединения. В 1971 году внешнеполитические цели Уганды значительно изменились после прихода к власти Иди Амина. Когда он захватил власть, то начал проводить агрессивную и непредсказуемую внешнюю политику. Уганда начала угрожать своим соседям и применять военную силу против них. Такая политика Иди Амина привела к международной изоляции Уганды.
В 1986 году к власти пришёл Йовери Кагута Мусевени, которого с энтузиазмом поддержало международное и особенно африканское сообщества. Правительство Мусевени начало строить торговые соглашения с другими развивающимися странами на основе бартера, а не наличными, хотя большинство угандийского экспорта по-прежнему состояло из кофе, проданного в США или европейские страны, большинство импорта было из Европы. Соседние страны стали избегать налаживать тесные связи с Угандой, опасаясь, что Мусевени, который пришёл к власти в результате партизанской борьбы, может помочь диссидентам намеревающиеся свергнуть их правительства. Уганда поддерживала дружеские отношения с Ливией, Советским Союзом, Северной Кореей и Кубой, хотя большую часть экономической помощи получала с Запада. В июле 1990 года африканские лидеры избрали Мусевени председателем Организации африканского единства.

## Участие в региональных блоках
Еще до достижения независимости Уганда, Кения и Танзания планировали создать общую федерацию, так как страны имеют общие культурные, языковые и экономические связи. В 1963 году была подписана Декларация о намерениях создать федерацию, что привело к образованию Восточноафриканского сообщества в 1967 году. В 1977 году ВАС прекратило своё существование: Уганда и Танзания опасались кенийского экономического господства, а Кения и Танзания были негативно настроены к Иди Амину. В 2001 году страны вновь возобновили своё участие в Восточноафриканском сообществе, воссоздав эту структуру. В 2007 году к ВАС присоединились Руанда и Бурунди.